# 하드웨어 난수 발생기

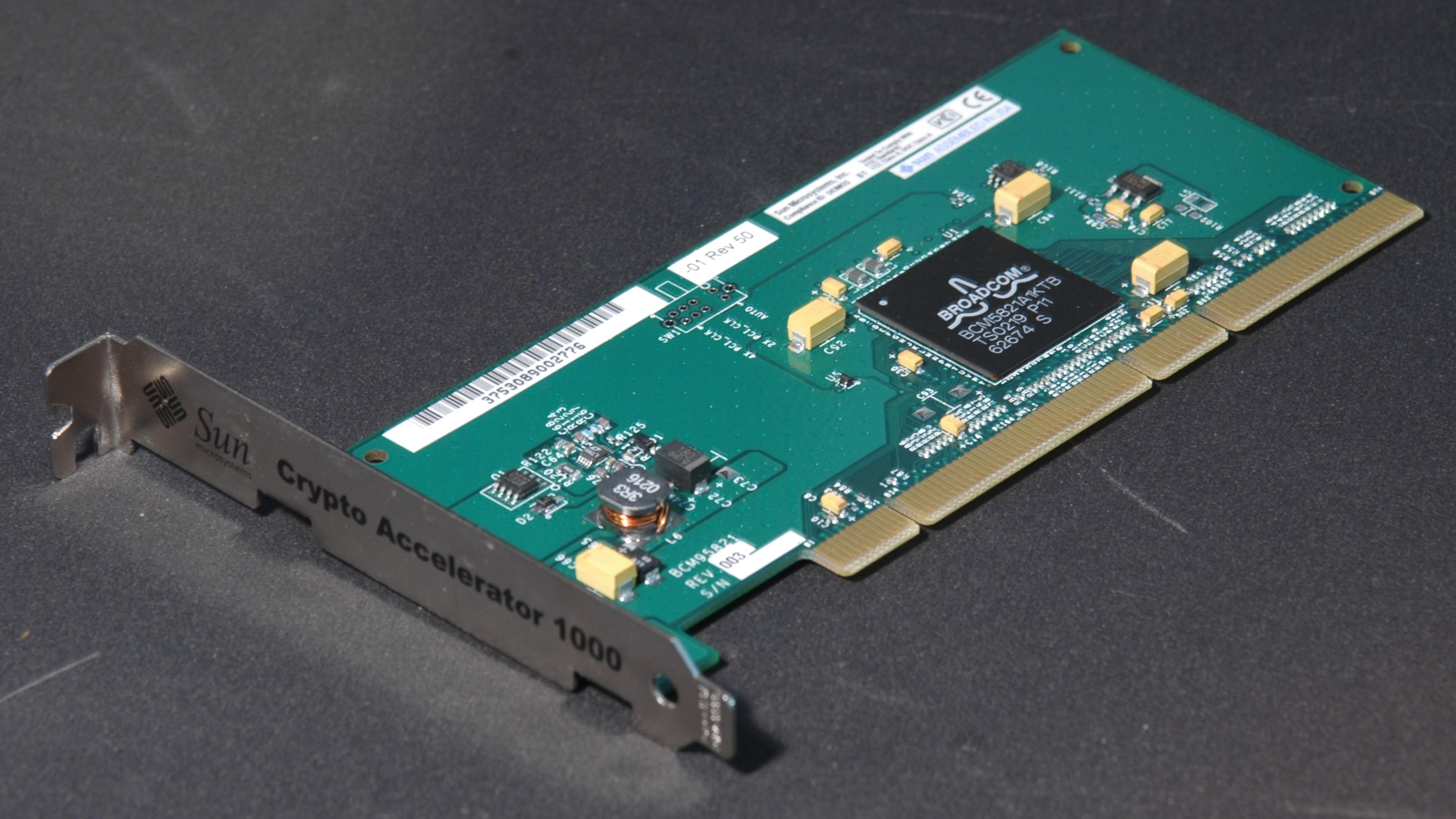
이 SSL 가속기 컴퓨터 카드는 하드웨어 난수 발생기를 사용하여 컴퓨터 네트워크를 통해 데이터를 암호화하기 위해 암호화 키를 생성한다.

컴퓨팅에서 하드웨어 난수 발생기(hardware random number generator, HRNG) 또는 진정한 난수 발생기(true random number generator, TRNG)는 알고리즘의 수단이 아닌, 물리적 처리를 통해 난수를 생성하는 장치이다. 이러한 장치들은 빔 스플리터를 수반하는 광전 효과, 열잡음, 그리고기타 양자 현상 등 로우레벨의 통계적으로 무작위인 노이즈 시그널을 생성하는 미세 현상에 기반을 두는 경우가 종종 있다. 이러한 추계학적 프로세스는 이론적으로 완전히 예측이 불가능하다.
하드웨어 난수 발생기는 일반적으로 일부 측면의 물리적 현상을 전기 신호로 변환하기 위한 트랜스듀서로 구성되며 특정한 유형의 아날로그-디지털 변환회로가 포함되어 있어서 출력을 0, 1 바이너리 숫자인 디지털 숫자로 변환한다. 무작위의 신호를 반복적으로 양자화함으로써 일련의 난수를 얻을 수 있다.

## 무작위 속성의 물리적 현상

### 양자 무작위 속성
- 푸아송 잡음
- 방사성 붕괴 방사원
- 반투명 거울을 통해 움직이는 광자
- 역방향 바이어스 트랜지스터 토대 위에 만들어지는 신호의 증폭

## 같이 보기
- AN/CYZ-9
- 벨 부등식 실험
- /dev/random
- 유사난수 (PRNG)

### 참고 문헌
- Brown, George W (June 1949), 《History of Rand's Million Digits》, papers (P-113), 랜드 연구소.
- Brown, Bernice (October 1948), 《Some Tests of the Randomness of a Million Digits》, Papers (P-44), 랜드 연구소.
- 〈Tube type 6D4〉, 《Electron Tube Data handbook》, Sylvania, 1957.
- 《A Million Random Digits with 100,000 Normal Deviates》, 랜드 연구소.
- Galton, Francis (1890), “Dice for statistical experiments”, 《Nature》 42 (1070): 13–4, Bibcode:1890Natur..42...13G, doi:10.1038/042013a0.
- 《Randomness and Genuine Random Number Generator With Self-testing Functions》 (PDF), Japan: LE Tech RNG, 2018년 3월 1일에 원본 문서 (PDF)에서 보존된 문서, 2019년 9월 5일에 확인함.